# Gyula Pauer
Gyula Pauer [ˈɟulɒ ˈpɒuɛr] (* 28. Februar 1941 in Budapest; † 8. Oktober 2012 ebenda) war ein ungarischer Künstler. Pauer war sowohl als Aktionskünstler, Maler und Bildhauer als auch als Schauspieler und Filmemacher tätig.

## Leben
Nach seinem Studium an der Kunstakademie war er vier Jahre lang Assistent von Alajos DeBattista. Ende der 1960er war er in der ungarischen Untergrund-Avantgarde engagiert und entwickelte das Konzept der „pseudo-art“. In den 1960er Jahren war er Teilnehmer des Bildhauersymposion Villány in Ungarn. Seit 1970 arbeitete er weltweit an Theatern in den verschiedensten Positionen wie Kostümdesign, Regie, Künstlerische Leitung und Schauspiel.
In den späten 1980er Jahren machte er seinen ersten Spielfilm. Er wirkte an mehreren Filme Béla Tarrs mit, sowohl als Schauspieler als auch als Kostüm- und Setdesigner.
Er war Professor an der Ungarischen Akademie der Bildenden Künste in Budapest seit 1990 und seit 1993 Mitglied der Széchenyi-Akademie für Literatur und Kunst. 1993 erhielt er den Munkácsy-Preis.
Südlich des ungarischen Parlaments in Budapest, am unteren Donaukai, wurde 2005 ein Holocaust-Mahnmal der Pfeilkreuzler-Opfer von Gyula Pauer und Filmregisseur Can Togay errichtet: Auf einer Länge von 40 Metern wurden zum Gedenken an die Erschießungen von 1944/45 sechzig Paar Schuhe aus Metall gereiht.

Holocaust-Mahnmal von Gyula Pauer und Can Togay
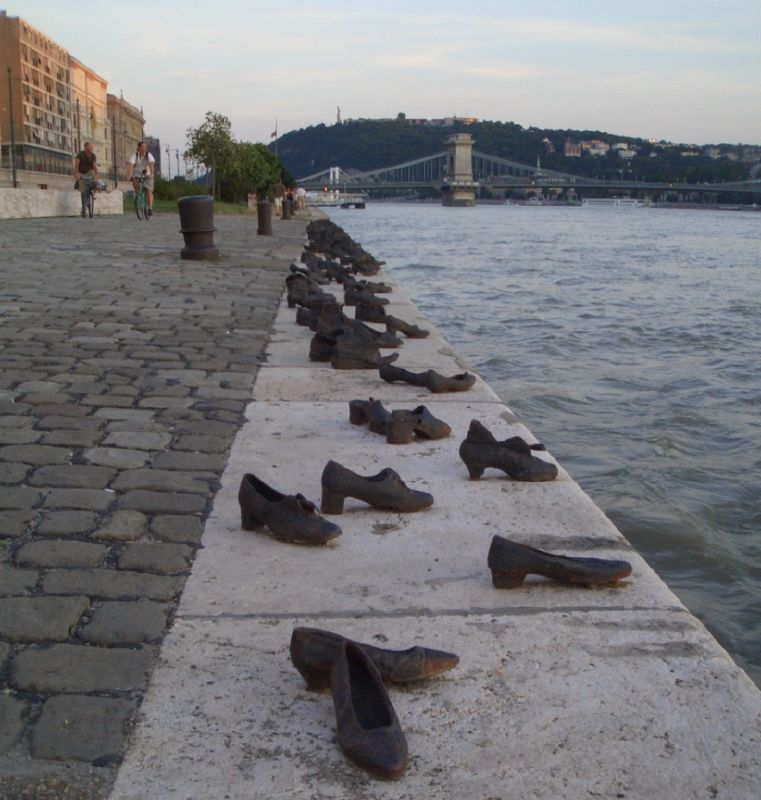
Schuhe am Donauufer Holocaust-Mahnmal (Gyula Pauer und Can Togay, 2005)

## Filmografie
- 1988   Verdammnis (Kárhozat)
- 1990 	Szürkület
- 1992 	A nyaraló
- 1993 	Sose halunk meg
- 1994 	Priváthorvát és Wolframbarát
- 1994 	Sátántangó
- 1994 	A turné
- 1998 	Szenvedély
- 1999 	Ámbár tanár úr
- 2000 	Glamour
- 2000 	Die Werckmeisterschen Harmonien (Werckmeister harmóniák)